# Matt Lauer

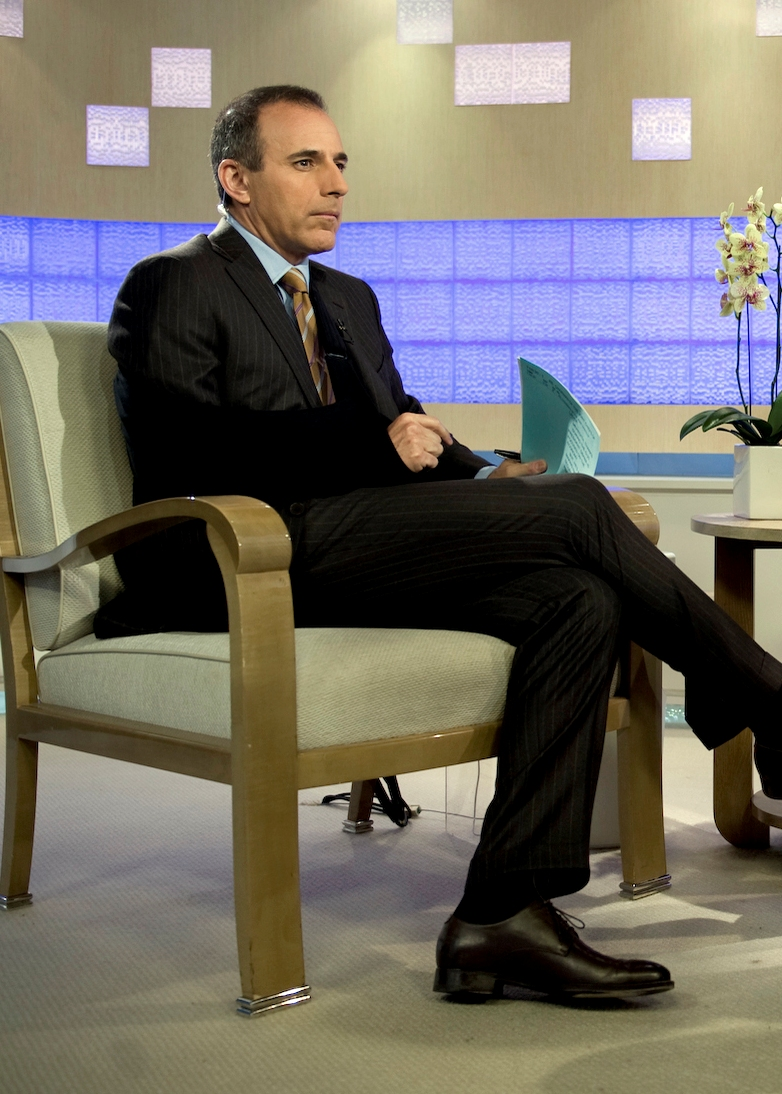
Matt Lauer i The Today Shows studio, 2009.

Matthew Todd "Matt" Lauer, född 30 december 1957 i New York, är en amerikansk tidigare tv-journalist, nyhetsankare och programledare. Han ledde under 20 år morgon- och förmiddagsprogrammet The Today Show på NBC, 1997–2017. De första nio åren tillsammans med Katie Couric.
I november 2017 fick Lauer sparken från NBC med anledning av att de fått "ett detaljerat klagomål från en kollega om olämpligt sexuellt beteende på arbetsplatsen" och tillade att de hade "anledning att tro att detta kanske inte var en isolerad incident." Efter avskedandet är han fast bosatt på en gård på Nya Zeeland.